# Stiphidion facetum
Stiphidion facetum är en spindelart som beskrevs av Simon 1902. Stiphidion facetum ingår i släktet Stiphidion och familjen Stiphidiidae. Inga underarter finns listade i Catalogue of Life.